# 小鷹丸舌珍魚
小鷹丸舌珍魚，為輻鰭魚綱水珍魚目水珍魚科的其中一種，為深海底棲性魚類，分布於西北太平洋日本海域，水深146-300公尺，體長可達10.2公分，棲息在沙泥底質底層水域，生活習性不明。

## 扩展阅读
維基物種上的相關：小鷹丸舌珍魚